# Guglielmo Dattaro
Guglielmo Dattàro (Pellegrino Parmense, 1912 – Parma, febbraio 1978) è stato un militare e politico italiano.